# Cheddi Jagan
Cheddi Bharat Jagan (Port Mourant, 22 de março de 1918 – Washington, D.C., 6 de março de 1997) foi um político Guianense que foi Primeiro Ministro da Guiana Inglesa de 1961 a 1964, antes da independência, e depois, presidente da Guiana de 1992 a 1997.
Filho de imigrantes indianos que trabalhavam no cultivo de cana-de-açúcar, Jagan conseguiu estudar na Queen's College em Georgetown. Depois, ele estudou na Escola de Odontologia da Universidade Howard em Washington, D.C., e na Universidade do Noroeste em Chicago, antes de voltar ao seu país natal, no início da década de 1940.
Ele foi eleito ao corpo legislativo colonial, o Conselho Legislativo, em novembro de 1947 como candidato independente da seção eleitoral de Demerara Central. Em primeiro de janeiro de 1950, foi fundado o People's Progressive Party (PPP - Partido Progressivo do Povo), Jagan como o líder, Forbes Burnham como chefe-executivo e a esposa de Jagan, Janet, como secretária.
Jagan venceu na eleição para administrador colonial em 1953, mas foi militarmente tirado do poder pela Grã-Bretanha, que, sob forte pressão por trás das cortinas dos Estados Unidos e da CIA, afirmou que ele tinha laços com a União Soviética. Jagan deixou o cargo de Primeiro Ministro da Guiana Inglesa depois de 133 dias. A Grã-Bretanha suspendeu a constituição e escolheu um governo interino. Os movimentos de Jagan ficaram restritos a Georgetown de 1954 a 1957.
Depois da vitória do PPP na eleição de agosto de 1961, Jagan tornou-se Primeiro Ministro pela segunda vez, permanecendo por três anos. Na eleição de dezembro de 1964, o PPP ganhou uma pluralidade de votos, no entanto, o partido de Burnham, o People's National Congress (Congresso Nacional do Povo), e as Forças Unidas foram convidadas para formar o governo.
Tendo rompido as ligações com Burnham, cada vez mais autoritário, que dividia o país entre barreiras raciais, Jagan esteve ativo no governo como ativista do trabalho e líder de oposição. Depois de 28 anos de oposição, ele e o PPP ganharam a eleição de outubro de 1992 com quase 54% dos votos, e Jagan tornou-se presidente.
Jagan sofreu um ataque cardíaco na manhã de 15 de fevereiro de 1997 e foi levado para o Hospital de Georgetown antes de ser transportado num avião do militar dos Estados Unidos, para o Walter Reed Army Hospital na capital americana, Washington, DC mais tarde, naquele dia. Ele foi submetido a uma cirurgia do coração e faleceu em Washington em 6 de março de 1997. O Primeiro Ministro Sam Hinds foi seu sucessor como presidente e declarou seis dias de luto, descrevendo Jagan como o "o maior filho e patriota que já andou nesta terra".
Seu período presidencial foi caracterizado reavivamento do movimento sindical e um recompromisso com educação e melhoria da infraestrutura. Ao fim de sua vida, ele abandonou Marxismo-Leninismo e começou a mover seu país a um sistema capitalista de livre comércio.
Ele se casou com Janet (sobrenome de solteira, Rosenberg), suposta ex-membro de organização de jovens comunistas, em 1943, e o casal teve dois filhos, Nadira e Cheddi Jr. (que teve cinco filhos, Cheddi B. Jagan II, Vrinda Jagan, Avasa Jagan, Alex Brancier, Natasha Brancier). Janet Jagan seguiu os passos de seu marido e ocupou os postos de primeiro ministro e presidente em 1997 (tendo como seu sucessor o presidente Bharrat Jagdeo, 1999). Um museu na capital, Georgetown, celebra a vida e o trabalho de Cheddi Jagan, completo com uma réplica de seu escritório.
Jagan foi também um importante autor político e escritor de discursos, e suas publicações incluem Forbidden Freedom: The Story of British Guiana (Liberdade Proibida: A História da Guiana Inglesa), The West On Trial: My Fight for Guyana's Freedom (O Oeste Sob Julgamento: Minha Luta pela Liberdade da Guiana), The Caribbean Revolution (A Revolução do Caribe, e The USA in South America (Os EUA na América do Sul), entre outros.